# Pseudojuloides argyreogaster
Pseudojuloides argyreogaster es una especie de peces de la familia Labridae en el orden de los Perciformes.

## Distribución geográfica
Se encuentra en Tanzania y en las Seychelles.